# Юридическая коллизия
Юридическая коллизия (лат. collisio — «столкновение») — разногласия или противоречие между нормативными правовыми актами, регулирующими одни и те же или смежные правоотношения, а также между компетенцией органов власти. 
В международном частном праве рассматриваются как противоречие между гражданскими нормами различных государств. В теории государства и права рассматривается гораздо шире (см. § Классификация юридических коллизий). Коллизия должна обладать двумя обязательными признаками: автономностью и столкновением.

## Классификация коллизий
1. По основанию времени действия можно выделить темпоральные коллизии.
2. По основанию пространства: международные, между международным и национальным правом, в национальном праве. По тому же основанию в национальном праве — между нормативно-правовыми актами в унитарных государствах, между федеральным правом и правом субъектов федерации в федеративных государствах, между государственным и муниципальным правом.
3. По основанию юридической силы.
4. По основанию отрасли права.
5. По специализации акта.
6. По компетенции государственных или муниципальных органов власти, их должностных лиц.
7. Между нормами права и актами толкования.
8. Некоторые учёные выделяют коллизии между нормами права и нормами морали, религии.

Второй вариант классификации:
1. Между положениями вступившего в силу для Российской Федерации международного договора и национального права (например, между содержащимися в международных соглашениях по вопросам налогообложения и в российском налоговом праве).
2. Между нормами федеральных законов и актов субъектов РФ (например, между содержащимися в федеральном законе и законе субъекта РФ).
3. Между нормами, содержащимися в актах различной юридической силы (например, в федеральном законе и указе Президента РФ).
4. Между нормами кодифицированных актов, в отношении которых установлен приоритет их норм (например, Гражданского кодекса РФ и Трудового кодекса РФ).
5. Между общими и специальными нормами (например, между нормами Гражданского кодекса РФ и нормами ФЗ «О банках и банковской деятельности»).
6. Между ранее действующей нормой и нормой, принятой позднее, которые содержатся в актах одного уровня (например, при вступлении в силу нового закона без отмены ранее действующего закона, регулирующего этот вопрос).
7. Между нормами частного и публичного права (например, между нормами Гражданского кодекса РФ и нормами Бюджетного кодекса РФ).
8. Между нормами различных отраслей права (например, гражданского и бюджетного права).
9. Между нормами подзаконных актов организаций, не находящихся в подчинении друг у друга (например, Федеральной налоговой службы и Банка России).
10. Между общеправовыми принципами и нормами права, закрепляющими иные принципы права, либо представительно-обязывающими нормами (то есть нормами, закрепляющими права и обязанности).
11. Между нормами права, закрепляющими иные принципы права (то есть не относящиеся к числу общеправовых), и представительно-обязывающими нормами.
12. Между положениями одного акта (например, содержащими в различных главах Гражданского кодекса РФ).

Дополнительно: коллизии диспозиций и санкций. Коллизии гипотез быть не может.

## Сходные понятия
Коллизии следует отличать от сходных понятий: противоречие, юридический конфликт, конкуренция права, правовая ошибка, тупик, пробел.

### Конкуренция права
От коллизий правовых норм следует отличать их конкуренцию, когда не противоречащие друг другу две, три и более норм регулируют один и тот же круг родственных общественных отношений, только с разной степенью конкретизации, детализации, объёма и т. д. Это, как правило, нормы разной юридической силы, уровня, исходящие от неравнозначных правотворческих органов. В таких случаях нормы действительно как бы конкурируют между собой и в принципе это нормально. Негативным же и, безусловно, нежелательным явлением выступают именно коллизии, когда сталкиваются друг с другом не просто не согласующиеся, а нередко взаимоисключающие предписания. Конкуренция не обладает признаком автономности. Конкуренция возникает лишь в одной отрасли права. Конкуренция возникает только между общей и специальной нормами. Конкуренция имеет место только по поводу конкретного правоотношения. Конкуренция направлена внутрь, на совершенствование нормы.

### Пробел в праве
Пробел в праве представляет собой полное или частичное отсутствие правовых норм, необходимых для профессиональной юридической оценки спора, возникшего или способного возникнуть в такой сфере общественных отношений, которая входит или должна входить в сферу правового воздействия (в силу действующих в обществе экономических, социальных, политических и др. отношений).

## Причины возникновения
Бывают объективные (в некоторых источниках «естественные») и субъективные. Коллизии составляют серьёзную проблему права.
Коллизии, вызванные объективными причинами, связаны с динамикой развития общественных отношений, что влечет необходимость изменения, дополнения, конкретизации норм, регулирующих данные отношения. Несвоевременное внесение корректив в правовое регулирование неизбежно влечет коллизии между содержанием ранее действовавших норм и потребностями нового юридического оформления изменившейся ситуации.
Коллизии, обусловленные объективными факторами, вызываются также особенностями характера общественных отношений и необходимостью их дифференцированного регулирования. Сами общественные отношения предполагают их регулирование разными правовыми средствами.
Субъективные причины, вызывающие коллизии, обусловлены особенностями правотворческого процесса, нечеткостью разграничения правотворческих полномочий государственных органов и должностных лиц. В результате одни и те же общественные отношения могут получить правовое решение на разных уровнях. Субъективные коллизии могут возникнуть и в результате ошибок в юридической технике, неточного формулирования правовых предписаний, использования многозначных терминов и конструкций, несоблюдения правил лингвистики, стилевой строгости.

## Негативные явления
Юридические коллизии мешают нормальной, слаженной работе правовой системы, нередко ущемляют права граждан, сказываются на эффективности правового регулирования, состоянии законности и правопорядка, правосознании и правовой культуре общества. Они создают неудобства в правоприменительной практике, затрудняют пользование законодательством, культивируют правовой нигилизм.
Когда на один и тот же случай приходится два, три и более противоречащих друг другу актов, то исполнитель как бы получает легальную возможность (предлог) не исполнять ни одного. Принимаются взаимоисключающие акты, которые как бы нейтрализуют друг друга. Когда один казус урегулирован двумя взаимоисключающими законами, резко возрастает роль указов Президента, постановлений Правительства и т. д. Многие подзаконные акты зачастую становятся «надзаконными».
Противоречивость законодательства все больше затрудняет реализацию принятых законов. Она служит также питательной средой для злоупотреблений и коррупции в системе государственной власти.

## Позитивные явления
Юридические коллизии способствуют совершенствованию законодательства.

## Коллизионные нормы и коллизионное законодательство
Для облегчения устранения противоречий в праве существуют коллизионные нормы, которые по своему юридическому содержанию могут быть разделены на три основные группы:
1. нормы, регулирующие выбор между нормами, содержащимися в актах различного уровня;
2. нормы, регулирующие выбор между нормами по предметному или территориальному признакам;
3. нормы, регулирующие выбор между нормами по временному признаку.

Пункт «п» статьи 71 Конституции РФ утверждает, что к исключительному ведению Российской Федерации относится федеральное коллизионное право.

## Изучение коллизий
Юридические коллизии являются институтом, изучаемым теорией государства и права. Изучением коллизий так же занимается юридическая конфликтология. Коллизионное право так же составляет институт международного частного права. Некоторые учёные (например, Ю. А. Тихомиров, Н. И. Матузов, А. В. Малько) полагают, что коллизонное право отвечает всем критериям для создания отдельной отрасли права (имеется собственный предмет и метод).

## Способы разрешения и устранения коллизий
Смысл разрешения коллизий сводится к выбору одной из норм, противоречащих друг другу. Принцип коллизии весьма субъективен и находится в постоянном плюрализме мнений. 
Наиболее распространенными способами разрешения юридических коллизий являются следующие:
1. толкование;
2. принятие нового акта;
3. отмена старого;
4. внесение изменений или уточнений в действующие;
5. судебное, административное, арбитражное и третейское разбирательство;
6. систематизация законодательства, гармонизация юридических норм;
7. переговорный процесс, создание согласительных комиссий;
8. конституционное правосудие;
9. оптимизация правопонимания, взаимосвязи теории и практики;
10. международные процедуры.

На уровне практического правоприменения соответствующие органы и должностные лица при обнаружении коллизий обычно руководствуются следующими правилами:
1. Если противоречат друг другу акты одного и того же органа, изданные в разное время по одному и тому же вопросу, то применяется последний по принципу, предложенному еще римскими юристами: последующий закон отменяет предыдущий.
2. Если коллизионные акты изданы одновременно, но разными органами, то применяется акт, обладающий более высокой юридической силой (например, закон и указ, указ и правительственное постановление, постановление правительства и акт отраслевого министерства), по принципу: в случае противоречия применяется закон вышестоящего органа.Нормы, конкретизирующие данный принцип, закреплены в части 1 статьи 15, частях 5, 6 статьи 76, части 3 статьи 90, части 3 статьи 115, Конституции Российской Федерации.
3. Если расходятся общий и специальный акты одного уровня (коллизии по горизонтали), то применяется последний по принципу: специальный закон отменяет общий; если разного уровня (коллизии по вертикали), то — общий.  На практике нередко возможны случаи совпадения, «наслоения» различных конфликтных норм права, что влечет за собой и столкновение коллизионных правил.  Под совпадением коллизий понимаются ситуации, когда между нормами возникает несколько разнородных коллизионных отношений[2].